# 이홍묵
이홍묵(李鴻默, 일본식 이름: 武田光盛다케다 미쓰노리, 1895년 9월 15일 ~ 1960년 3월 4일)은 일제강점기의 조선귀족으로, 본관은 전주, 본적은 서울특별시 종로구 송현동이며 자작 이병무의 양자이다.

## 생애
1915년 11월 30일 일본 정부로부터 자작 이병무(이홍묵의 아버지)의 사자(嗣子)로서 종5위에 서위되었으며 1918년 공업전문학교를 졸업했다. 1925년 12월 15일 일본 정부로부터 정5위에 서위되었고 1927년 3월 1일 자신의 아버지였던 이병무가 받은 자작 작위를 승계받았다. 1928년 11월 16일 일본 정부로부터 쇼와 대례 기념장을 받았다.
1937년 8월 25일에 조직된 동요회 발기인 겸 이사를 역임했으며 1939년 조선유도연합회 참사로 선임되었다. 1940년 2월 11일 경성부 조선신궁에서 열린 일본 기원 2600년 기원절제를 비롯해서 세단제(歲旦祭)와 기원절제(紀元節祭), 예제(例祭), 진좌십주년봉축대제(鎭坐十周年奉祝大祭) 등 조선신궁에서 열린 각종 제례 행사에서 조선귀족 신분으로 참배했다.
1940년 11월 10일 일본 정부로부터 기원 2600년 축전 기념장을 받으면서 정4위에 서위되었으며 1941년 10월 22일 조선임전보국단 발기인으로 선임되었다. 광복 이후인 1949년 8월 6일 반민족행위특별조사위원회에 체포된 뒤 특별검찰부에 송치되었으며 1950년 6월 16일에 열린 공판에서 공민권 3년 정지를 구형받았다. 민족문제연구소의 친일인명사전 수록자 명단의 수작/습작 부문, 친일반민족행위진상규명위원회가 발표한 친일반민족행위 705인 명단에 포함되었다.

## 참고자료
- 친일반민족행위진상규명위원회 (2009). 〈이홍묵〉. 《친일반민족행위진상규명 보고서 Ⅳ-14》. 서울. 816~827쪽.